# St. Katharina (Lensahn)

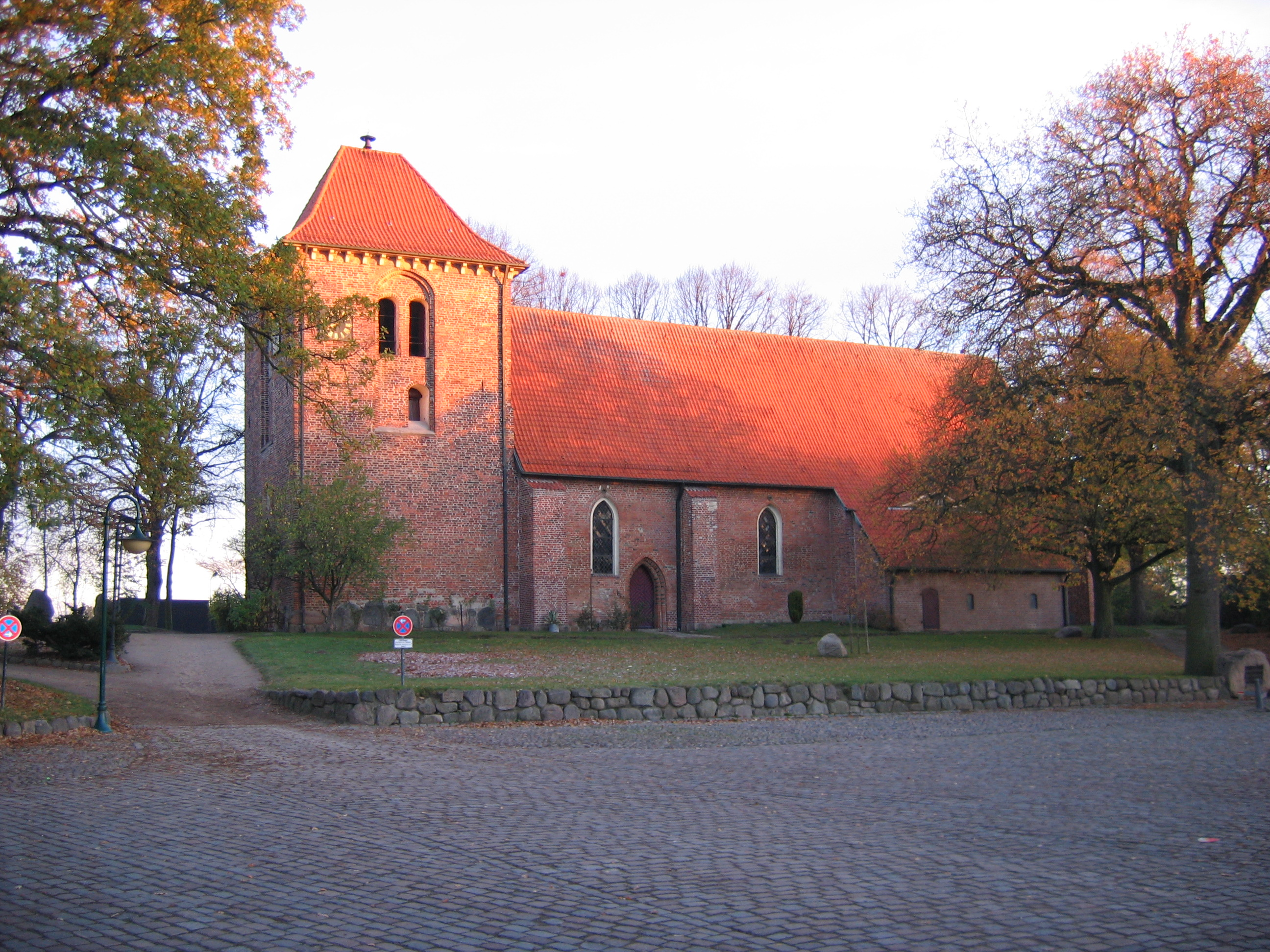
St. Katharina (Lensahn)

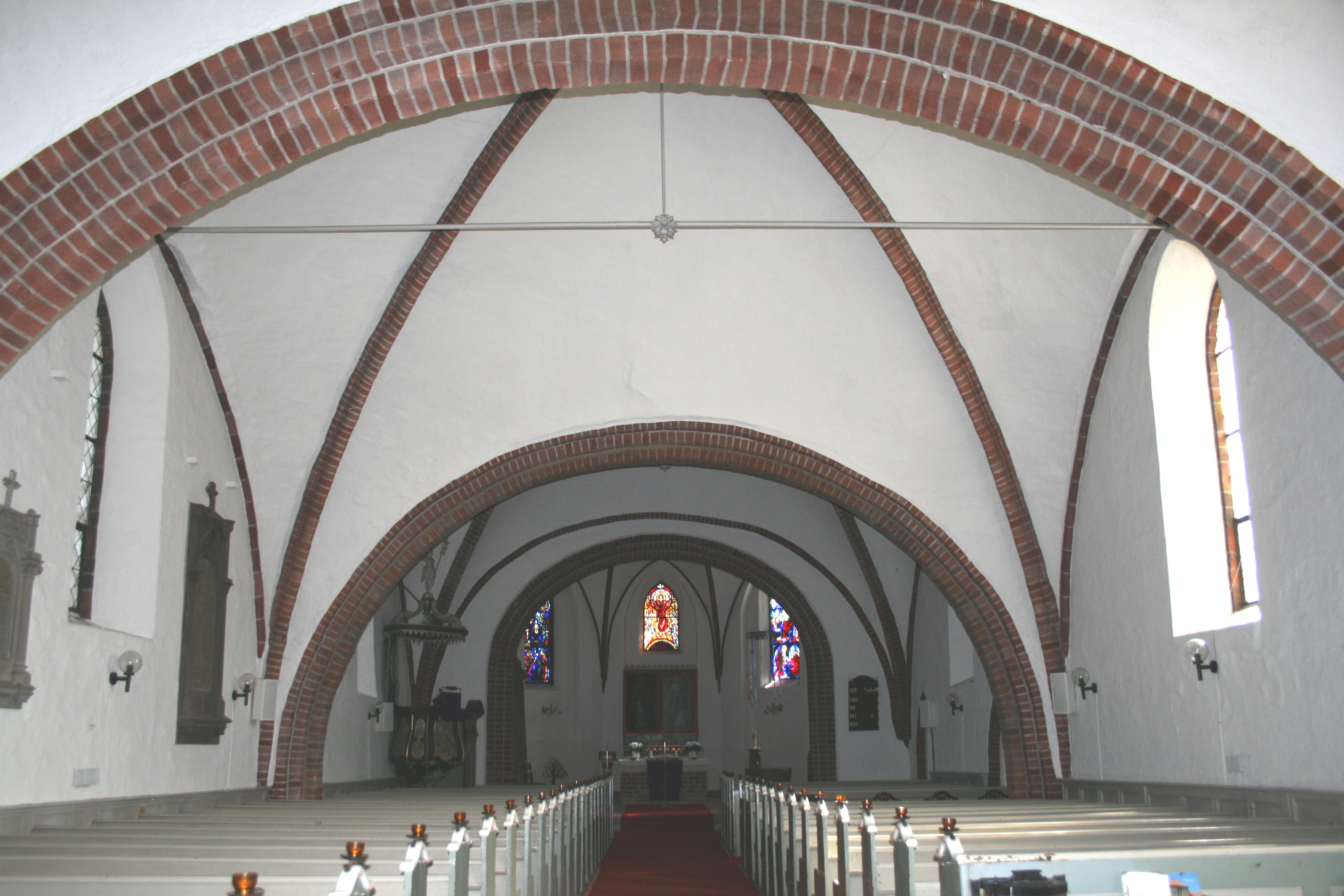
Innenraum

Die Kirche St. Katharina ist ein geschütztes Kulturdenkmal mit der Objekt-ID 3946 im Denkmalschutzgesetz in Lensahn, einer Gemeinde im Kreis Ostholstein in Schleswig-Holstein. Die Kirchengemeinde gehört zum Kirchenkreis Ostholstein der Evangelisch-Lutherischen Kirche in Norddeutschland.

## Beschreibung
Im 13. Jahrhundert wurde für die frühgotische Saalkirche zunächst das mit Strebepfeilern gestützte Langhaus aus Backsteinen errichtet, an das im 14. Jahrhundert der eingezogene Chor mit Fünfachtelschluss im Osten angefügt wurde. Der erst um 1464 angebaute quadratische, mit einem Walmdach bedeckte Kirchturm in Breite des Langhauses im Westen beherbergt im obersten Geschoss die Turmuhr und den Glockenstuhl. 
Die drei Joche des Langhauses sind innen mit einem Kreuzrippengewölbe überspannt. Zur Kirchenausstattung gehört ein Flügelaltar, dessen Flügel 1641 gekürzt wurden. Auf seiner Predella befinden sich gemalte Darstellungen von Jesus Christus und den Aposteln. Die farbigen Fenster im Chorraum wurden in den 1930er Jahren von der Flensburger Künstlerin lna Hoßfeld (1881–1943) geschaffen.
Die Orgel wurde 2000 als Opus 629 von Hermann Eule Orgelbau Bautzen errichtet.